# Найбільший та найменший елемент
В математиці, а саме в теорії порядку, для частково впорядкованої множини (P,≤)
найбільшим елементом називається такий елемент {\displaystyle g\in P,} для якого справедливо:
{\displaystyle \forall x\in P:x\leq g.}
найменшим елементом називається такий елемент {\displaystyle l\in P,} для якого справедливо:
{\displaystyle \forall x\in P:l\leq x.}
Найбільшого або найменшого елементів може не існувати. Якщо ж вони існують, то вони єдині.

### Теорема
В кожній частково упорядкованій множині існує не більше одного найменшого (а в силу принципу двоїстості, і найбільшого) елементу.

#### Доведення
Припустимо, що x і y – два найменші елементи в множині A , тоді :{\displaystyle x\leq y} в силу 
того, що x –  найменший елемент і :{\displaystyle y\leq x}  в силу того, що y –  найменший елемент. Але тоді із 
антисиметричності відношення {\displaystyle \leq } випливає, що x=y .